# Пак Тхе Джун
Пак Тхе Джун (кор. 박태준, 朴泰俊, Bak Tae-jun, Pak T‘ae-chun; 29 вересня 1927 — 13 грудня 2011) — корейський бізнесмен, філантроп, герой війни та політик, тридцять другий прем'єр-міністр Республіки Корея.

## Біографія
Здобув військову та політологічну освіту. Після військового перевороту проти адміністрації Чан Мьона на чолі з Пак Чон Хі Пак Тхе Джун став членом Верховної ради з торгового та промислового відродження Кореї. 1963 року вийшов у відставку з лав збройних сил у званні генерал-майора.
Після того займався бізнесом. 1980 року пішов у політику, був обраний депутатом Національної асамблеї. Впродовж тривалого часу був союзником президента Кім Йон Сама, однак потім між двома політиками стався конфлікт, після чого Пак був змушений піти у відставку з Національної асамблеї та виїхати за кордон внаслідок звинувачень у корупції.
1997 року повернувся на батьківщину та знову став членом парламенту, здобувши підтримку виборців за рахунок критики економічного курсу президента Кім Де Чжуна. 2000 року очолив Уряд Республіки Корея, втім невдовзі був змушений піти у відставку через підозри в шахрайстві під час розподілу власності.